# لیدیا ییمانس تیتوس
لیدیا ییمانس تیتوس (انگلیسی: Lydia Yeamans Titus؛ ۱۲ دسامبر ۱۸۵۷ – ۳۰ دسامبر ۱۹۲۹) بازیگر، و خواننده اهل ایالات متحده آمریکا بود.
از فیلم‌ها یا برنامه‌های تلویزیونی که وی در آن نقش داشته است، می‌توان به عکس‌های قلابی، علامت قابیل، داستان دو شهر، دیوید گریک و جین اشاره کرد.